# Alfred Schüller
Alfred Schüller (* 21. Juni 1937 in Ahrweiler) ist ein deutscher Wirtschaftswissenschaftler.

## Leben
Alfred Schüller studierte Volkswirtschaftslehre an der Universität Bonn, wo er 1966 promovierte und 1972 habilitierte.
Zunächst war er Professor an der Universität Köln; von 1976 bis zu seiner Emeritierung am 30. September 2008 lehrte er an der Philipps-Universität Marburg.
Schüller ist seit 2015 Ehrenvorsitzender der Marburger Gesellschaft für Ordnungsfragen der Wirtschaft und Mitherausgeber der Zeitschrift ORDO – Jahrbuch für die Ordnung von Wirtschaft und Gesellschaft, ferner u. a. Autor des mehrfach aufgelegten Werkes Grundbegriffe zur Ordnungstheorie und Politischen Ökonomik. Außerdem ist er Mitglied des Wilhelm-Röpke-Instituts.
Seit dem Studium ist er Mitglied der katholischen Studentenverbindung KStV Arminia Bonn im KV.

## Ehrungen
Schüller ist Träger der Walter-Eucken-Medaille (10. Juni 2011) und der Hayek-Medaille (Juni 2011). Am 9. November 2012 wurde er in Köln mit dem erstmals verliehenen Joseph-Höffner-Preis ausgezeichnet.

## Schriften (Auswahl)
- mit Ulrich Fehl: "Grundbegriffe zur Ordnungstheorie und politischen Ökonomik", Arbeitsberichte zum Systemvergleich (Herausgebendes Organ: Forschungsstelle zum Vergleich Wirtschaftlicher Lenkungssysteme, Fachbereich Wirtschaftswissenschaften, Philipps-Universität Marburg).  2., überarb. und erw. Neuaufl. 1991, ISBN 978-3-923647-06-4.
- mit Fritz W. Meyer: Spontane Ordnungen in der Geldwirtschaft und das Inflationsproblem (= Vorträge und Aufsätze, Band 59). Mohr, Tübingen 1976, ISBN 3-16-338801-9.
- mit Elmar Nass, Joseph Kardinal Höffner: Wirtschaft, Währung, Werte. Die Euro(pa)krise im Lichte der Katholischen Soziallehre. Ferdinand Schöningh 2014, ISBN 978-3-506-77868-0.